# 25コ目の染色体
「25ｺ目の染色体」（にじゅうごこめのせんしょくたい）は、RADWIMPSが2005年11月23日にリリースした、メジャー1作目、通算4作目のシングル曲である。
RADWIMPSのメジャーデビュー作品。野田はこのころからバンド活動の中でギターを使用するようになった。

## ミュージックビデオ
25ｺ目の染色体
監督：島田大介
女優の麻里が出演している。

## 収録内容
| 全作詞・作曲: 野田洋次郎、全編曲: RADWIMPS。 |                    |            |            |      |
| #                                            | タイトル           | 作詞       | 作曲・編曲 | 時間 |
| 1.                                           | 「25ｺ目の染色体」  | 野田洋次郎 | 野田洋次郎 | 5:18 |
| 2.                                           | 「アンチクローン」 | 野田洋次郎 | 野田洋次郎 | 3:17 |
| 合計時間:                                    | 合計時間:          | 8:35       |            |      |

## 楽曲詳細
1. 25ｺ目の染色体
人間の染色体は常染色体22対、性染色体1対からなる。それにハッピー運とラッキー運を足して25個、というわけである。
タイトル決めのときに山口が「ラッピー運」を提案したが即座に却下された[2]。
冒頭の注意書きにもある通り、曲名については、「25ｺ目の染色体」（「コ」が半角カタカナ）が正式な表記である。
2. アンチクローン

## タイアップ
25ｺ目の染色体
テレビ東京『JAPAN COUNTDOWN』2005年12月度エンディングテーマ
テレビ神奈川『音楽缶』2005年12月度テーマソング

## 参加ミュージシャン

### RADWIMPS
野田洋次郎 - Vocal & Guitar
桑原彰 - Guitar & Chorus
武田祐介 - Bass & Chorus
山口智史 - Drums & Chorus